# Crossover (Medien)
Als Crossover (auf Deutsch „Kreuzung“ oder sinngemäß „Handlungsüberschneidung“) bezeichnet man in Medien das Auftreten zweier oder mehrerer Figuren, Handlungsorte oder anderer einzigartiger Elemente aus voneinander unabhängigen Werken in einer Geschichte. Ein Crossover bildet somit das Gegenstück zu einem Ableger. Am häufigsten sind Crossover in Filmuniversen, Fernsehserien und Comics, aber auch literarische Figuren werden des Öfteren verwendet.

## In Comics und Filmen
Bei den US-amerikanischen Verlagen DC Comics, Marvel Comics und Image Comics finden solche Überschneidungen sehr häufig statt, entweder mit Helden aus dem eigenen Verlag im gemeinsamen Universum, mit Figuren der anderen Verlage oder gar Filmcharakteren wie etwa den Predatoren (Superman vs. Predator, Batman vs. Aliens). Diese Überschneidungen werden oft als Spezialprojekte für Messen oder Aktionen verwendet. Auch dienen sie dazu, die Figuren von verschiedenen Künstlern gegeneinander antreten zu lassen und so den Fans ein besonderes Ereignis zu bieten.
Ein Sonderfall sind verlagsübergreifende sogenannte Mega-Crossover. Dabei tritt eine große Anzahl verschiedener Comicfiguren eines Verlages, die normalerweise in eigenen Serien auftreten, in einer gemeinsamen Geschichte auf. Oftmals wird die Haupthandlung in einer eigenen Miniserie erzählt, während einzelne Hefte aus den Serien der jeweiligen Figuren Geschichten enthalten, die während oder in unmittelbarer zeitlicher Nähe zur Handlung der Miniserie spielen, sogenannte Tie-Ins.
Eher selten gibt es auch Überschneidungen bei Disney-Comics. Die eigentlich strikt getrennten „Welten“ von Micky Maus und Donald Duck verschmelzen hier zu einer. In deutschsprachigen Ausgaben und solchen aus nordeuropäischen Ländern wohnen beide Charaktere zwar offiziell in derselben Stadt (Entenhausen), im Original leben sie jedoch ausdrücklich in getrennten Orten, was diese strikte Trennung erklärt. Die Familie Duck lebt im amerikanischen Original in Duckburg, Micky Maus und seine Leute hingegen in Mouseton. Diese örtliche Trennung wird auch in einigen anderen Übersetzungen, so z. B. im französischen und italienischem, beibehalten.
Die sonst in verschiedenen Serienuniversen angesiedelten Serien Futurama und Die Simpsons, trafen im Comic Die Simpsons Futurama Crossover Krise aufeinander.
In den Filmuniversen von Marvel (MCU) und DC (DCEU, DCU) finden häufig Crossover statt. 

## Beispiele

### Comics
- In dem Comic Superman/He-Man begegnen sich die beiden Helden zum ersten und bislang einzigen Mal.
- The League of Extraordinary Gentlemen (deutsch: Die Liga der außergewöhnlichen Gentlemen) ist eine Comicreihe, in der verschiedenste literarische Figuren des neunzehnten Jahrhunderts zusammen agieren, wie beispielsweise Allan Quatermain, Professor Moriarty oder Dr. Jekyll und Mr. Hyde.
- Häufig treffen verschiedene DC- und Marvel-Helden aufeinander, so zum Beispiel in den Ausgaben Superman gegen Spider-Man, Batman gegen Hulk. Im Rahmen der Amalgam Comics wurden das DC-Universum und das Marvel-Universum sogar miteinander verschmolzen, wodurch ganz neue Charaktere entstanden.
- Im siebten Band der Dragonball-Manga-Serie haben Charaktere aus der Vorgängerserie Dr. Slump einen Auftritt.

### Fernsehen
- In der deutschen Krimireihe Tatort gab es bis zum Ende der 1970er Jahre in fast jeder Folge einen Kurzauftritt eines Tatortkommissars aus einer anderen Stadt. 1990 kam es in der Folge Unter Brüdern anlässlich der deutschen Wiedervereinigung zu einem Crossover zwischen dem Duisburger Tatortermittler und den Kollegen aus der DDR-Krimireihe Polizeiruf 110. Seither fanden seltener Crossovers statt: Es gab allerdings im Tatort mehrfach eine Zusammenarbeit der Teams aus Köln (Ballauf/Schenk) und Leipzig (Ehrlicher/Kain bzw. Saalfeld/Keppler) und im Polizeiruf ermittelten die Kollegen aus Schwerin (Groth/Hinrichs) und Brandenburg (Voigt), sowie die Ermittler aus Rostock (Bukow/König) und Magdeburg (Brasch/Drexler) gemeinsam.
- Else Kling aus der Lindenstraße urlaubte Mitte der 1990er Jahre eine Folge lang auf dem Hof der Schwarzwaldfamilie Fallers in der gleichnamigen Fernsehserie Die Fallers – Eine Schwarzwaldfamilie des SWR. Auch Helga Beimer aus der Lindenstraße hatte einen Auftritt in der Fernsehserie, als sie ein neues Reiseziel für ihr Reisebüro suchte.
- Die Fernsehserie Der letzte Bulle wurde während der ersten vier Staffeln stets vor der Fernsehserie Danni Lowinski auf Sat.1 ausgestrahlt. In der 51. Episode (Romeo und Julia) kommt es zu einem Crossover der beiden Serien. Danni trifft auf Mick Brisgau und Andreas Kringge, den beiden Hauptfiguren. Mick Brisgau stellt seinem Kollegen, Danni Lowinski als seine Anwältin vor.
- In Folge 43: Die Rache des Giftgottes der Serie Magnum treten Gerald McRaney und Jameson Parker als Simon & Simon auf. In Episode 136: Konkurrenz vom Festland, kommt Angela Lansbury als Jessica Fletcher nach Hawaii, wo sie auf Magnum und Higgins trifft. Daraufhin folgte ein Auftritt Magnums in Lansburys Serie Mord ist ihr Hobby (52: Mord auf Hawaii). In Ein Colt für alle Fälle tritt Tom Selleck bei fiktiven Dreharbeiten zu einer Magnum-Folge in Erscheinung.
- In den Serien Hercules und Xena kommt es oft zu einem Zusammentreffen der beiden Hauptcharaktere
- Zwischen den verschiedenen Star-Trek-Serien gibt es zahlreiche Crossover: Vor allem in den teilweise parallel laufenden Serien The Next Generation (TNG), Deep Space Nine (DS9) und Voyager tauchen Charaktere und Handlungsorte in mehreren Serien auf. So ist z. B. Patrick Stewart (Picard) aus TNG im Pilotfilm von DS9 zu sehen und Armin Shimerman (Quark) aus DS9 hat im Voyager-Pilotfilm einen Gastauftritt. Jonathan Frakes (Riker) und John DeLancie (Q) aus TNG traten auch in DS9 und Voyager auf. Es gab aber auch Crossover mit der ersten Star-Trek-Serie (TOS): DeForest Kelley (McCoy) ist im TNG-Pilotfilm zu sehen und George Takei (Sulu) hat einen Auftritt in Voyager. In einer DS9-Episode (104, Immer die Last mit den Tribbles) ist außerdem die gesamte Stammbesatzung der Classic-Serie zu sehen. In der letzten Folge der Serie Star Trek: Enterprise treten Jonathan Frakes und Marina Sirtis (Troi) als Hauptcharaktere in einer Rahmenhandlung auf.
- Ein besonderes Crossover zwischen einer Animationsserie und einer Realserie gab es bei Star Trek: In der siebten Folge der zweiten Staffel von Star Trek: Strange New Worlds traten zwei Hauptfiguren aus Star Trek: Lower Decks auf. Dabei verkörperten die beiden Sprecher der Animationsserie (Jack Quaid als Ensign Brad Boimler und Tawny Newsome als Ensign Beckett Mariner) ihre Rollen auch in realer Form.
- Bei den Stargate-Serien (Stargate SG-1, Stargate Atlantis und Stargate Universe) kommt es manchmal zu Crossover.
- Die Charaktere aus Warehouse 13 und Eureka arbeiten häufiger zusammen. Die Charaktere Claudia Donovan (Warehouse 13) und Dr. Douglas Fargo (Eureka) sind dabei in der jeweils anderen Serie zu sehen.
- Die Figur des Detective John Munch (dargestellt von Richard Belzer) aus der Fernsehserie Homicide taucht in insgesamt sieben Prime Time-Fernsehserien auf: Neben Homicide sind dies Akte X – Die unheimlichen Fälle des FBI (Staffel 5, Folge 3 Unusual Suspects), Law & Order (bisher insgesamt vier Crossover-Folgen), Law & Order: Special Victims Unit (eine der Hauptrollen), The Beat (Staffel 1, Folge 2: They Say It's Your Birthday), Law & Order: Trial by Jury (Staffel 1, Episode 8: Skeleton), Arrested Development, (Staffel 3, Folge 12: Exit Strategy) und The Wire (Staffel 5, Episode 7: Took).[1] Das ist Crossover-Rekord vor John Ratzenberger und George Wendt, die in ihren Rollen als Cliff Clavin und Norm Peterson aus der Serie Cheers außerdem noch in Chefarzt Dr. Westphall, The Tortellis, Überflieger, Die Simpsons und Frasier aufgetreten sind.[2]
- Die Hauptfiguren aus der Serie Millennium – Fürchte deinen Nächsten wie Dich selbst, haben auch einen Auftritt in der Schwesterserie Akte X – Die unheimlichen Fälle des FBI in der Episode 143: Millennium. Darüber hinaus taucht die Figur Jose Chung (Charles Nelson Reilly) in beiden Serien auf (Akte X: 69: Andere Wahrheiten; Millennium: 31: Die Phantasien des Jose Chung).
- Zwischen den Serien Pretender und Profiler ist es einmal zu einem doppelten Crossover gekommen. Der Handlungsbogen erstreckte sich über jeweils eine Folge beider Serien, wobei er in der Pretender-Serie begonnen und anscheinend auch beendet wurde. Jedoch ging es in einer Folge von Profiler weiter, indem die Autoren eine überraschende Wendung einbauten.
- In der 171. Episode der Serie CSI-Den Tätern auf der Spur (Mordlust) beginnt ein Crossover mit der Serie Without a Trace – Spurlos verschwunden, das in deren 124. Folge (Jagdlust) endet.
- Zwischen den CSI-Serien gab es mehrere Crossover. So lief der Pilotfilm zur Serie CSI: Miami im Rahmen von CSI: Dem Täter auf der Spur (45: Tod in Miami). Es gab auch ein weiteres Crossover, das alle drei damals laufenden CSI-Serien miteinander verband: Die Handlung begann in der Serie CSI:Miami, wurde in CSI: NY fortgesetzt und endete mit der CSI-Episode 213: Reise an das Ende der Moral – Teil 3.
- In der sechsten Episode der zweiten Staffel von Hawaii Five-0 tritt Kensi Blye als Agentin des Navy CIS: L.A. kurz in Erscheinung. 2012 war ein weiteres Crossover beider Serien zu sehen; die Handlung begann in der einen Serie und wurde in der anderen beendet. Beide Folgen hatten den deutschen Namen Das Spiel mit dem Tod.
- Die Muppets feiern Weihnacht ist ein Fernsehfilm aus dem Jahr 1987, indem neben den Charakteren der Muppet Show auch die Figuren der Sesamstraße, der Fraggles und der Muppet Babies auftreten. Zudem hat Muppet-Produzent Jim Henson selbst einen Cameo-Auftritt (am Ende des Films wäscht er in der Küche das Geschirr ab).
- In King of Queens treten die Protagonisten der Fernsehserie Alle lieben Raymond mehrmals auf.
- In der Fernsehserie Sam & Cat in der Folge #FirstClassProblems treffen die Hauptfiguren, Sam Puckett (Jennette McCurdy) und Cat Valentine (Ariana Grande) auf eine Aufpasserin der fiktiven Pacific Coast Academy aus der Serie Zoey 101, Coco Wexler. Allgemein kommt es bei Sam & Cat zu Crossovers mit Vorgängerserien, u. a. mit Figuren aus Victorious und iCarly. Cat Valentine besuchte und besucht, wie manchmal angedeutet, als selbige Figur in Los Angeles die Hollywood Arts Academy in der Serie Victorious. Sam Puckett war zusammen mit Carly Shey (Miranda Cosgrove) eine der beiden Moderatorinnen der populären Webshow iCarly in der gleichnamigen Serie iCarly in Seattle.
- In der Serie Teenage Mutant Hero Turtles hatte Usagi Yojimbo aus der gleichnamigen Comicserie einen Gastauftritt.
- Es gibt mehrere Crossover zwischen den Serien Die Simpsons und Futurama: u. a. in den Episoden 350: Future-Drama und 558: Simpsorama.
- Zu einem Treffen zwischen den Figuren aus Family Guy und den Simpsons kommt es in Simpsons Guy. In Family Guy gab es außerdem drei Crossover mit der ebenfalls von Seth MacFarlane erfundenen Serie American Dad.

### Filme
- Alien vs. Predator ist ein Crossover der Alien- und der Predator-Reihe
- Freddy vs. Jason ist ein Crossover der Nightmare- und der Freitag-der-13.-Horrorfilmreihe
- Turtles Forever ist ein Crossover der klassischen Hero Turtles Serie und der modernen Ninja-Turtles-Serie.
- Marvel’s The Avengers ist das Zwischenfinale der Filme Iron Man, Iron Man 2, Captain America: The First Avenger, Der unglaubliche Hulk und Thor, welcher auch die nachfolgenden Einzelfilme beeinflusst hat – unter anderem Iron Man 3, Thor – The Dark Kingdom und The Return of the First Avenger. Diese Filme bereiteten mit Avengers: Age of Ultron ein weiteres Zwischenfinale vor, das weitere Filme der Reihe, insbesondere The First Avenger: Civil War beeinflusste. Mit weiteren Filmen wie Ant-Man, Doctor Strange, Guardians of the Galaxy Vol. 2, Thor: Tag der Entscheidung, Spider-Man: Homecoming und Black Panther ist als Finale Avengers: Infinity War geplant. Weitere Überschneidungen gibt es mit den Fernsehserien Marvel’s Agents of S.H.I.E.L.D. und Marvel’s Agent Carter, die ihrerseits mit Marvel’s Daredevil, Marvel’s Jessica Jones, Marvel’s Luke Cage und Marvel’s Iron Fist ein Serienuniversum bilden, das auf ein gemeinsames Finale Marvel’s The Defenders hinaus läuft. Das MCU wurde mit Spider-Man: No Way Home zu einem Multiversum erweitert, in welchem Inkarnationen der Figur aus vorherigen Spiderman-Verfilmungen auftreten, inzwischen gibt es auch Verknüpfungen zu den bis dato unabhängigen X-Men-, Deadpool- und Venom-Filmreihen.
- Dinocroc vs. Supergator ist ein Crossover aus dem Film DinoCroc und dem Film Supergator.
- Der Film Devilman vs. Mazinger Z ist ein Crossover aus der Devilman und der Mazinger-Z-Serie. Unter anderem gibt es ein Crossover zwischen Mazinger Z, Goldorak und Getter Robo und je ein Aufeinandertreffen zwischen Devilman und den Helden aus Cyborg 009 und Cutie Honey.
- Die Rückkehr des King Kong ist ein Crossoverfilm aus der Godzilla- und der King-Kong-Filmreihe. Mit Godzilla vs. Kong erschien ein zweites Zusammentreffen der beiden Monster, dieser Film ist jedoch unabhängig von dem ersten Crossover. Mit Godzilla × Kong: The New Empire erschien ein drittes Crossover zwischen Godzilla und King Kong.
- Gingerdead Man vs. Evil Bong ist ein Crossover aus den Gingerdead-Man- und Evil-Bong-Filmen. Neben dem Gingerdead Man erscheinen im Laufe der Evil-Bong-Reihe diverse andere Charakteren aus Produktionen von Full Moon Entertainment unter anderem: Demonic Toys (Jack Attack), Doll Graveyard (Oogaa Boogaa), Decadent Evil (Ivan der Vampirjäger) und Trancers (Jack Deth).
- Puppet Master vs. Demonic Toys ist ein Crossover der Puppet-Master- und der Demonic-Toys-Horrorfilmreihe.
- Der Film Dollman vs. Demonic Toys ist ein Crossoverfilm aus den Filmen Dollman, Demonic Toys und Bad Channels.
- Ultraman vs. Kamen Rider ist ein Crossoverfilm, in denen die Helden aus Ultraman und Kamen Rider aufeinander treffen. Des Weiteren gibt es noch zwei Crossoverfilme, in dem die Kamen Rider auf die Super Sentai, Space Sheriff Gavan und Space Ironmen Kyodyne treffen.
- Der Film Boa vs. Python ist ein Crossover der Filme New Alcatraz und Python – Lautlos kommt der Tod.
- bei den Universal Monsters gibt es mehrere Crossovers darunter: Frankenstein trifft den Wolfsmenschen, Frankensteins Haus, Draculas Haus und Monster Busters.
- Lake Placid vs. Anaconda ist ein Crossover aus den Lake-Placid- und den Anaconda-Filmreihen.

### Spiele
- Die Nintendo-Spielereihe Super Smash Bros. ist ein Crossover aus verschiedenen, vor allem hauseigenen, aber auch fremden Spieleserien wie Super Mario, The Legend of Zelda, Kirby oder Minecraft.
- Die Nintendo-Spielreihe Mario & Sonic bei den Olympischen Spielen ist ein Crossover aus den Super-Mario- und Sonic-Spielen.
- Das Spiel Heroes of the Storm ist ein Crossover-Spiel aus Warcraft, StarCraft, Diablo, The Lost Vikings und Overwatch.
- In der Videospielreihe Kingdom Hearts treffen Figuren aus dem Disney-Universum und dem Final-Fantasy-Universum aufeinander. Der originale Hauptheld Sora bildet dabei ein Team mit Donald Duck und Goofy.

### Sonstiges
- In der Sandmännchen-Puppenspielreihe In 80 Tagen um die Welt aus den Siebziger Jahren statten Phileas Fogg und Passepartout in Amerika Cindy aus der Puppenspielreihe Western City einen Besuch ab. Dieses Crossover bot sich an, da beide Reihen aus der gleichen Produktion stammten.
- In der Heftromanreihe Geisterjäger John Sinclair gab es mehrere Crossovers mit anderen Romanhelden aus dem Bastei-Verlag. Unter anderem sind Professor Zamorra, Tony Ballard, Damona King und Der Hexer von Salem im selben Universum angesiedelt und überschneiden sich gelegentlich mit der Sinclair-Reihe.
- Das Hörspiel Benjamin und Bibi Blocksberg (Folge 20 der Benjamin-Blümchen-Reihe) ist – wie der Titel sagt – ein Crossover beider Hörspielfiguren. Es ist das erste, aber nicht das einzige Zusammentreffen der beiden Helden, die auch noch in anderen Episoden gemeinsame Abenteuer erleben, z. B. in „Benjamin und Bibi in Indien“, „Der Flohmarkt“ und „Benjamin wird verhext“.